# Zhongning
Der Kreis Zhongning (chinesisch 中宁县, Pinyin Zhōngníng Xiàn) ist ein Kreis der bezirksfreien Stadt Zhongwei des Autonomen Gebiets Ningxia in der Volksrepublik China.

## Population und Fläche
Der Kreis Zhongning  hat eine Fläche von 4.193 Quadratkilometern und hatte bei der Volkszählung 334.022 Einwohner.